# Christian Izien
Christian Izien (Far Rockaway, 8 giugno 2000) è un giocatore di football americano statunitense che milita nel ruolo di safety per i Tampa Bay Buccaneers della National Football League (NFL).

## Carriera

### Tampa Bay Buccaneers
Al college Izien giocò a football a Rutgers. Dopo non essere stato scelto nel Draft NFL 2023 firmò con i Tampa Bay Buccaneers. Dopo una pre-stagione positiva ed essere riuscito a entrare nei 53 uomini del roster per l’inizio della stagione regolare, fu nominato nickelback titolare. Nelle prime due partite fece registrare altrettanti intercetti, diventando il quarto giocatore della storia a non essere scelto nel draft a compiere tale impresa. La sua stagione da rookie si chiuse con 65 tackle, 2 intercetti, 2 passaggi deviati e un fumble forzato disputando tutte le 17 partite, di cui 4 come titolare.